# Неутронна бомба
Неутронната бомба е вид тактическо ядрено оръжие, направено да отдава относително голяма част от енергията си под формата на неутронно лъчение. Това лъчение нанася поражения на биологични тъкани и електронни устройства.

## Устройство

### Сравнение
Обикновените атомни бомби причиняват щети с кинетичната сила на взривната си вълна, високата температура, електромагнитната вълна под формата на радиовълни, радиоактивното и химическо замърсяване. Водородните бомби постигат същите ефекти, в пъти по-големи, при тях детонатор е обикновена атомна бомба, а процесът на синтез протича с отделяне на неутрони.
Така описаните ефекти се постигат чрез неконтролирано освобождаване на голямо количество енергия под формата на кинетична енергия, гама-лъчи, свободни неутрони, както и малко количество алфа- и бета-лъчи. За получаването на тази енергия при обикновената атомна бомба се използва верижна реакция на ядрен разпад – освободените неутрони от един атом се сблъскват с други атоми, разпадайки ги, които на свой ред отделят неутрони, които разпадат други атоми и т.н. С цел да бъдат разпаднати максимално количество атоми, около реагиращото вещество се поставя т.нар. отражателна обвивка на неутрони, която цели да задържи свободните неутрони вътре в зоната на реакцията, за нейното по-пълно протичане.

### Описание
Неутронната бомба е разновидност на атомната. Тя, като всяко друго ядрено взривно устройство, също освобождава кинетична и топлинна енергия, но целевият ефект е излъчването на максимален брой неутрони. Вместо отражателна, обвивката на бомбата е направена от хром и никел, така че всички неутрони, които се отделят при ядрената реакция, да бъдат пропуснати навън.

## История
Американският учен Самюъл Коен създава концепцията за неутронната бомба през 1958 година. Въпреки негативната нагласа на президента Джон Кенеди срещу проекта, първата неутронна бомба е тествана през 1963 година в подземен тунел в щата Невада. Разработването на оръжието е прекратено по времето на президента Джими Картър, но после е възстановено от Роналд Рейгън през 1981 година.
Франция също е разработвала неутронни бомби в началото на 80-те години, но после е унищожила всичките си оръжия. Предполага се, че Китай е единствената страна в света, която произвежда неутронни бомби.